# Rorippa dictyosperma
Rorippa dictyosperma là một loài thực vật có hoa trong họ Cải. Loài này được (Hook.) L.A. Johnst. miêu tả khoa học đầu tiên năm 1962.